# Metropolia Burgos
Metropolia Burgos – metropolia Kościoła rzymskokatolickiego w Hiszpanii. Składa się z metropolitalnej archidiecezji Burgos i czterech diecezji. Została ustanowiona 22 października 1574. Od 2015 godność metropolity sprawuje abp Fidel Herráez.
W skład metropolii wchodzą:
- Archidiecezja Burgos
- Diecezja Bilbao
- Diecezja Osma-Soria
- Diecezja Palencia
- Diecezja Vitoria